# ザ・デイリー・ショー
『ザ・デイリー・ショー』（The Daily Show、現・The Daily Show with Trevor Noah）は、アメリカの30分間の政治風刺ニュース風のテレビ番組である。
アメリカのコメディ専門チャンネル「コメディ・セントラル」で毎週月曜日から木曜日の夜にかけて放映されている。

## 概要
キャスター役のトレヴァー・ノアが、ニューヨークにある同局の国際ニュース本部からその日のニュースなどを誇張・風刺を交えながら視聴者に伝えるという構成。番組中に有名人を呼んでインタビューなどを行うが、笑いと共に、手厳しい質問を投げかけることでも知られる。

この番組は 1996年から開始されたが、1999年に司会がジョン・スチュワートになってから人気が伸びた。本来は現実を面白おかしく歪曲した「フェイク・ニュース」を伝える番組だったが、その政治風刺の姿勢などが若者を中心に広い支持を集め、2004年には、大統領選挙の特集が特に人気を博し、ケーブルテレビ中でもっとも人気ある番組のひとつとなった。同番組は 2005年・2006年にエミー賞を受賞した。
通常のニュース素材以外にも、コメディアンの扮するレポーター役が本当にホワイトハウス前でレポートしたり、ニセの現場中継や、公聴会を模するなど、フェイクのニュース映像でのミニコントのコーナーがあった。このリポーター役の一人だったスティーヴン・コルベアは、厳つい真顔でのその支離滅裂な言動が人気を博し 独立した30分番組『コルベア・レポー』（本番組の直後に放映）を持つようになった。
番組の最後に有名人へのインタビュー・コーナーがあり、クリントン元大統領やパウエル元国務長官、オバマ大統領など政界の著名人が出演した。民主・共和、保守・リベラルの隔たり無く話題の人物をゲストに招くのが特徴。本物のトーク番組のパロディで最近著書をあらわした知識人なども招かれるが、この場合は奇抜な本を書いた人が呼ばれることが多い。
ブッシュ政権時代にはその失政を批判するものが多かったため、リベラル色が強いという批判もあるが、実際にはその前のクリントン政権のときもその面々を扱き下ろしており、あらゆる権威を風刺するのが番組の基調である。ただしFOXニュースに対しては対立を煽りたてるメディアであるとかなり批判的で、2010年10月30日には、同局のグレン・ベックに対抗して「アメリカが正気を回復するための集会」をワシントンD.C.で開催した。

## 批判
この番組では政治に関するジョークを多く扱っている。番組の人気が高まるにつれて、大物政治家がゲストとして登場することが多くなった。しかし番組内ではゲストの政治家をジャーナリストの視点から本格的に追求するということはしないため、ただの政治家の若者向け広告塔に成り下がってしまっているという批判がある。また、基本的に政治家や行政のミスをネタに笑いを取るというスタンスをとっているため、おもに若年層で構成されている視聴者が、政治に対して冷笑的な見方をするのではないかという危険が指摘されている。

## グローバル・エディション
また、CNN向けには、この1週間に放送されたザ・デイリー・ショーの名場面を放送するザ・デイリー・ショー・グローバル・エディション（The Daily Show: Global Edition）が放送されていた。
番組冒頭に『この番組は、ニュースパロディであり、事実確認は取れていません。リポーターは、ジャーナリストではありません。ここでの意見は完全に考え抜かれたものではありません。』という免責事項が英語で表示される。
日本でのCNNの放送においては、字幕放送（英字幕はあった）はなく、同時通訳およびその録音で放送で行われていたが、予備知識を必要とする政治ネタが多いジョークを訳するのはかなり困難であった。番組は、英語音声のみ、吹き替えは週一のセレクション放送から、不定期の再放送になった後、放送がなくなり、2010年突然の放送終了がCNNjのサイト上にて告知された。